# Алеко Попстаматов
Алеко Попстамов или Попстаматов е български революционер, деец на Вътрешната македоно-одринска революционна организация, събирач на народни умотворения.

## Биография
Роден е през 1847 година в Малко Търново в семейството на революционера поп Стамат Стойчев. Държи кафенето на площада на града и записвал чути от хората текстове на народни песни, пословици, поговорки и други народни умотворения. Целият архив от над 2000 творби дава за издаване на фолклориста Петко Славейков.
Влиза във ВМОРО, подобно на сина си Стамо Грудов, и е ятак на организацията в града. Арестуван е от властите и е измъчван почти до смърт. Умира в 1940 година.